# ファフ・デ・クラーク
フランソワ・“ファフ”・デ・クラーク（François "Faf" de Klerk、1991年10月19日 - ）は、南アフリカ共和国ムプマランガ州出身 のラグビーユニオン選手。2022-2023シーズンからジャパンラグビーリーグワン横浜キヤノンイーグルスに所属する。南アフリカ代表。

## 経歴・人物
ネルスプロイトのラースクール・バークランドに通学しているときにラグビーと出会ったという。
プレトリアのウォータークルーフ地区にある、ホゥスクール・ウォータークルーフに進学し、そこで本格的にラグビーに打ち込んだ。
ユースチームでのプレーを経て、2012年から2015年の3年間、ネルスプロイトを本拠とするプマスでプレーし、2014年にヨハネスブルグをホームとするスーパーラグビーのライオンズに移籍した。
ライオンズでは2017年までプレーしたが、その間に2016年と2017年の2年間、ゴールデン・ライオンズに参加した。
2017年からはイングランドのプレミアシップ・ラグビーのチームであるセール・シャークスに移籍。
2022-2023シーズンからジャパンラグビーリーグワン横浜キヤノンイーグルスに所属する。同年12月18日に行われたJAPAN RUGBY LEAGUE ONE第1節コベルコ神戸スティーラーズ戦にて途中出場で日本での公式戦初出場を果たした。

### スプリングボクス
2016年にアリスター・クッツェーが率いるラグビー南アフリカ共和国代表に初召集された。同年6月のアイルランド代表とのテストマッチ3連戦（参照：2016年のラグビーアイルランド代表の南アフリカ遠征）にて代表デビューを果たした。
2019年に日本で開催されたラグビーワールドカップ2019では南アフリカ代表のメンバーとして出場。スタンドオフのハンドレ・ポラードとのコンビで試合を組み立てる役割を担い、特に10月20日の準々決勝での対日本戦では攻守にわたり活躍、後半26分には自らトライを決めるなどしてこの試合のマン・オブ・ザ・マッチに選ばれた。さらに11月2日のイングランドとの決勝戦では持ち前の運動量と守備でイングランドを封じ込め、南アフリカに3回目の大会優勝をもたらす立役者となった。

## 受賞歴

### ジャパンラグビーリーグワン
- 2022-23リーグワンベスト15(SH)